# 艾尤卡 (伊利諾伊州)
艾尤卡（英語：Iuka）是位於美國伊利諾伊州馬里昂縣的一個村落。

## 地理
艾尤卡的座標為38°37′04″N 88°47′18″W / 38.61778°N 88.78833°W，而該地最高點為海拔高度158米（即518英尺）。

## 人口
根據2010年美國人口普查的數據，艾尤卡的面積為2.04平方千米，當中陸地面積為2.04平方千米，而水域面積為0.00平方千米。當地共有人口489人，而人口密度為每平方千米239人。